# 新北市三重區二重國民小學
新北市三重区二重國民小學是一所位在台灣新北市三重區的市立國民小學，位於新北市三重區大有街10號。創立於1902年，現為新北市三重區示範國民小學。學區包括三重區福田里、光田里、光陽里、博愛里、大有里、二重里、田心里、田安里。2018年時有學生31班756人、教職員95人。

## 校史[1]
- 1902年（明治35年），7月25日創校，校名為「興直公學校頭前分教場」。原校址位於今三重五谷王北街二重派出所前。10月4日正式開學，有學生109名。
- 1905年（明治38年），更名為「興直公學校頭前分校」。
- 1909年（明治42年），由本校分設「五谷王分教場」（即興穀國小的前身）。
- 1912年，獨立設校，更名「二重埔公學校」，首任校長櫻井馨。
- 1922年，由本校再分設「三重埔分教場」（即三重國小的前身）
- 1941年，校名變更為「二重埔國民學校」。
- 1945年，二戰结束後，校名改為「二重國民學校」，林田桂為第一任校長。
- 1963年，「葛樂禮」颱風重創台灣，三重、蘆洲水患，本校損失慘重。
- 1973年，戰後第二任校長許連興先生繼任。
- 1975年，榮獲教育部核定為六十四年度推行生活教育績優學校；民國六十、七十年代前後，二重國小手球隊表現優異，多次榮獲各大賽事獎項。
- 1987年，許連興校長轉任蘆洲國民小學第八任校長，周文明先生繼任二重校長一職。
- 1995年，原五華國民小學首任校長王明華先生接任二重國民小學校長。
- 1999年，郭進財先生接任二重國民小學校長一職。
- 2001年，創校百週年，陳水扁總統到校為「百週年校慶紀念碑」揭碑。
- 2002年，12月活動中心改建工程完工
- 2003年，7月增建教室工程（二期校舍）完工。7月31日郭進財校長退休，8月1日劉吉媛校長接篆校務。
- 2004年，4月30日增建教室工程後續工程（三期工程）完工。7月「雅風樓、群逸樓、迎曦樓」落成啟用，學校主體建築改建工程均告竣工。8月行政樓移撥二重國中使用。
- 2007年，7月31日劉吉媛校長轉調瑞濱國小，8月1日劉創任校長接篆校務。承辦三重區英語語文競賽活動及全縣導護志工研習。榮獲台北縣跳繩擂臺賽全縣冠軍。
- 2008年，台北縣自然科展比賽榮獲特優暨最佳鄉土教材獎。
- 2009年，榮獲三重區國語文競賽獲團體組第二名、全國國小盃女生雙打組冠軍及小六女團第3名、台北縣師生羽球錦標賽教師組冠軍。增置4間樂活教室、2間活動教室。
- 2010年，12月3日語文故事屋竣工啟用。試辦6年級學校本位課程資優班。
- 2011年，1月參加「慶祝建國百年-百年學校展」。3月榮獲新北市活力飛躍國中小班際跳繩擂臺賽速度組冠亞軍、耐力組三、六名、中小學羽球對抗賽男童團體冠軍、女童團體亞軍。7月31日劉創任長轉調厚德國小，8月1日鄭玉疊校長接篆校務。8月開設三年級一般智能資優班1班。
- 2012年，3月起舉辦創校110週年紀念慶祝活動。12月新北市二重公共托育中心開幕啟用。
- 2013年，8月幼兒園增班。
- 2014年，7月建置英語教學情境布置一區 ，爭取經費全面改裝T5節能燈具。8月爭取經費監視器系統更新暨川堂多媒體播映設備。11月二中二小龍躍門正式啟用。
- 2015年，7月31日鄭玉疊校長任期屆滿退休，8月1日葉綉燕校長接篆校務。
- 2022年8月1日，葉綉燕校長調任五華國小，由吳正雄校長接篆校務。

## 傑出校友
- 邵恩新，曾任臺北縣縣長、臺北縣政府民政局局長及臺北市市長。
- 李余典，前台北縣議員、任務型國民大會代表、現任新北市議員。

## 外部連結
- 新北市立二重國民小學 （页面存档备份，存于）